# Монте Сан Лоренцо (Виченца)
Монте Сан Лоренцо је насеље у Италији у округу Виченца, региону Венето.
Према процени из 2011. у насељу је живело 55 становника. Насеље се налази на надморској висини од 249 м.